# 博拉萨
博拉萨，是西班牙加泰罗尼亚赫罗纳省的一个市镇。总面积10平方公里，总人口547人（2001年），人口密度55人/平方公里。